# Santa Fe (1896)
El destroyer o torpedero Santa Fe fue un rápido buque a vapor que sirvió brevemente en la Armada Argentina a fines del siglo XIX.

## Historia
El 12 de junio de 1895 el gobierno de la República Argentina resolvió la construcción de cuatro destroyers. El 14 de octubre de 1895 se firmó en Londres un contrato entre el Gobierno argentino y el Astillero Yarrow&Co., de Poplar, Inglaterra, para la construcción de cuatro destroyers clase HMS Havock a £ 37 000 cada uno. Las cuatro unidades gemelas llevarían los nombres Corrientes, Misiones, Entre Ríos y Santa Fe.
Con una eslora de 58 m, manga de 5,85, puntal de 3,66 y un calado medio de 2,51 m, tenía un desplazamiento de 204 t. Montaba un cañón Maxim Nordenfeldt de 75 mm, tres de 57 mm y dos de 37 mm, todos de tiro rápido y llevaba tres tubos lanzatorpedos para torpedos Whitehead de 5 m de largo y 0,45 de diámetro mm, subacuáticos. Los Whitehead, "automáticos", habían reemplazado a los viejos torpedos de botalón MacEvoy y eran impulsados por aire comprimido y llevaban una carga de algodón pólvora.
Su característica principal era la extraordinaria velocidad que podía alcanzar: dos máquinas verticales a vapor de triple expansión de 3523 HP que impulsaban dos hélices le permitían alcanzar una velocidad máxima de 26 nudos. Sus carboneras de 80 t de capacidad le daban un alcance de 2000 millas a velocidad crucero.
El HMS Havock, primer destroyer/torpedera, botado en Yarrow en 1893, había logrado el récord mundial de velocidad en el agua en ese entonces, 26,78 nudos, lo que le valió el encargo de 36 unidades por el gobierno británico. Incluso, llevó a que el lanzatorpedos de proa fuera anulado, ya que a máxima velocidad el buque pasaba por arriba al torpedo.
El Santa Fe llegó al país el 20 de octubre de 1896, con tripulación del astillero británico. El 29 de octubre en Río Santiago se integró al flamante Grupo de Destroyers de la Escuadrilla de Torpederos con apostadero en La Plata.
Ante el estallido de la Revolución de 1897 en el Uruguay, en abril de 1897 fue destinada al mando del teniente de navío José Pereira a patrullar el Río de la Plata entre Colonia del Sacramento y Arroyo Sauce con instrucciones de preservar la vida e intereses de los ciudadanos argentinos.
Durante esa misión, el 19 de abril de 1897, mientras ejercía el mando en forma accidental el teniente de fragata Bernabé Meroño, un temporal lo arrojó sobre la restinga conocida como "La Laja", partiéndose en dos. Gracias a la proximidad de la costa, la tripulación auxiliada por la cañonera estadounidense USS Yantic consiguió salvarse.
Posteriormente, parte del casco, la artillería, torpedos y máquinas del buque pudieron recuperarse, llevándose al Tigre (Buenos Aires) para su uso en otras unidades de la escuadra. Los restos del casco fueron vendidos como chatarra, pero el sistema de propulsión fue enviado a Yarrow para su recuperación, que se efectuó exitosamente en 1898 bajo la supervisión del teniente de navío Juan Peffabet.
De hecho, en 1903 una de las máquinas recuperadas se utilizó para reformar a la cañonera Uruguay en momentos que se preparaba para su histórico viaje polar.